# Van der Madeweg (metrostation)
Van der Madeweg is een station van de Amsterdamse metro, gelegen ten westen van het dorp Duivendrecht aan de Van der Madeweg en ten oosten van Amsterdam-Duivendrecht. Het station opende op 14 oktober 1977 als onderdeel van de Oostlijn, de huidige lijnen 53 en 54. Sinds 28 mei 1997 stopt ook Ringlijn 50 op station Van der Madeweg. Oorspronkelijk heette het metrostation Duivendrecht; zijn huidige naam kreeg het in 1991, omdat in 1993 een paar honderd meter zuidelijker het spoorwegstation Duivendrecht in gebruik werd genomen. Op de stationsborden van station Van der Madeweg prijkte sindsdien het onderschrift Duivendrecht-Centrum, maar bij de renovatie van de perrons in 2009, waarbij nieuwe borden werden geplaatst, is deze toevoeging weer verdwenen. Samen met het nabijgelegen trein- en metrostation Duivendrecht en de in Diemen gelegen stations Diemen Zuid  en Verrijn Stuartweg van metrolijn 53 , behoort Van der Madeweg sinds maart 2019 tot de enige vier metrostations van het Amsterdamse metronet die niet op het grondgebied van de gemeente Amsterdam liggen. Van der Madeweg en Duivendrecht liggen in de gemeente Ouder-Amstel.
Overamstel ligt sinds een grenscorrectie in 2006 op de grens van Ouder-Amstel en Amsterdam.
Van der Madeweg is een belangrijk overstapstation tussen lijn 50 en lijn 53 en in mindere mate tussen lijn 53 en 54. Er zijn dan ook twee naar richting gescheiden eilandperrons met in totaal vier sporen. De twee binnenste sporen worden gebruikt door treinen van lijn 53; op de buitenste sporen stoppen de lijnen 50 en 54. Treinen van de lijnen 50 en 53, die geen traject met elkaar delen, komen normaal gesproken tegelijkertijd aan, zodat er cross-platform kan worden overgestapt. De stationshal bevindt zich aan de zuidzijde van de perrons, onder het spoor. Behalve een nachtbus staduitwaarts rijdt er sinds 1997 geen aansluitende reguliere buslijn meer.
Pas na de laatste renovatie verschenen overkappingen over beide perrons waarbij tevens een loopbrug werd aangebracht aan de noordzijde tussen beide perrons. Aan de noordranden van de beide overkappingen van Van der Madeweg is een kunstwerk bevestigd bestaande uit grillig gevormde, geel geschilderde houten platen. Dit kunstwerk is vervaardigd door Cornelius Rogge.
Rond 2016 kreeg het gehele station een opknapbeurt. Het kreeg nieuwe belettering bij de in- en uitgangen, de daarvoor bestemde tegels werden gebakken  door Koninklijke Tichelaar Makkum; het lettertype is afkomstig van René Knip, die zichzelf echter ziet als grafisch ontwerper en niet als kunstenaar ("Ik ben geen kunstenaar hoor"). Ook ontwierp hij de tegelwerken, die elders een soort metroplattegrond lijken te zijn, maar hier zijn personen afgebeeld. De belettering van de stationsborden is ontworpen door Gerard Unger (M.O.L.). 

## Galerij

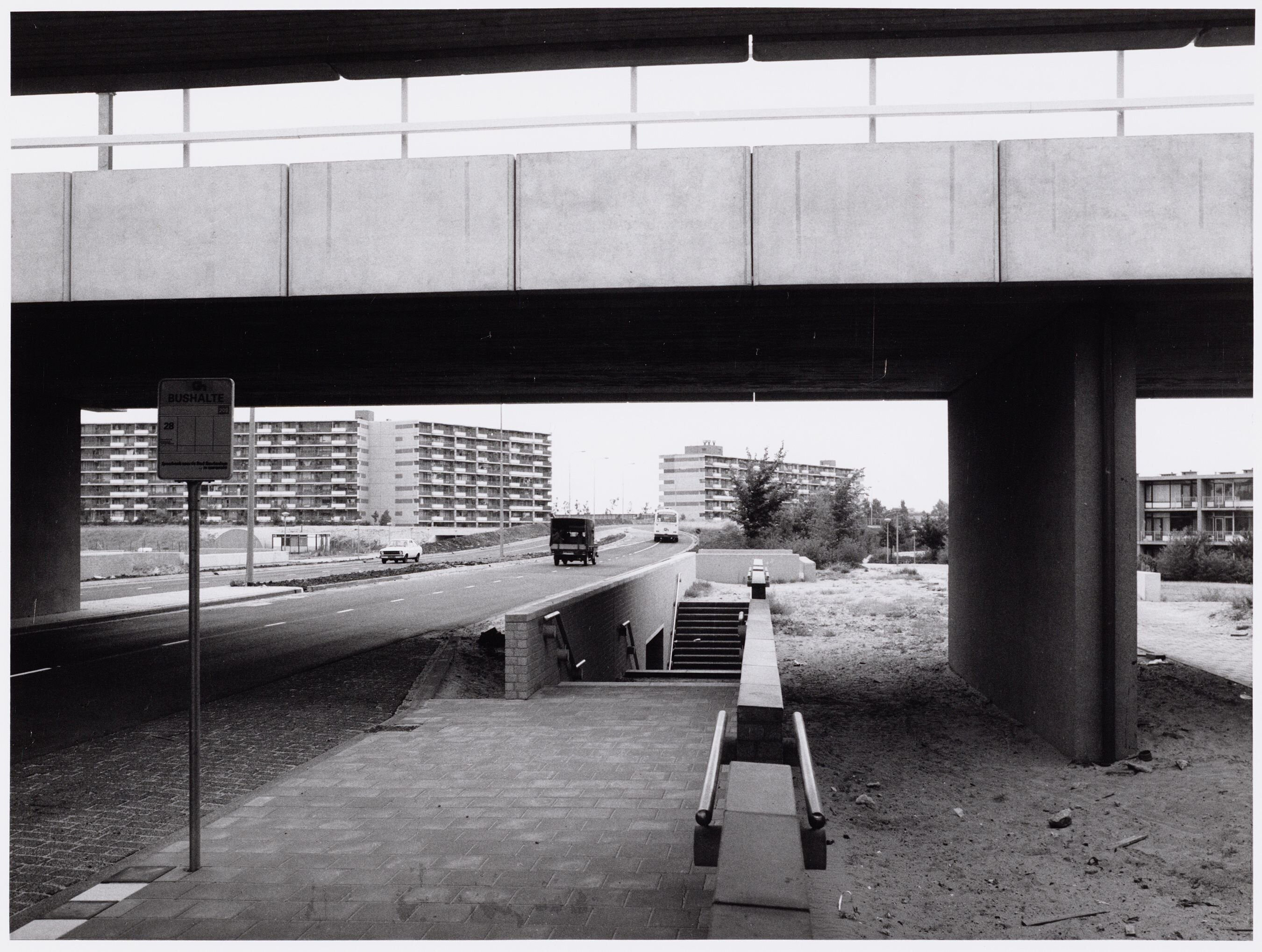
Van der Madeweg onder het nog niet geopende metrostation Duivendrecht in 1976, spoorbaan al wel in gebruik
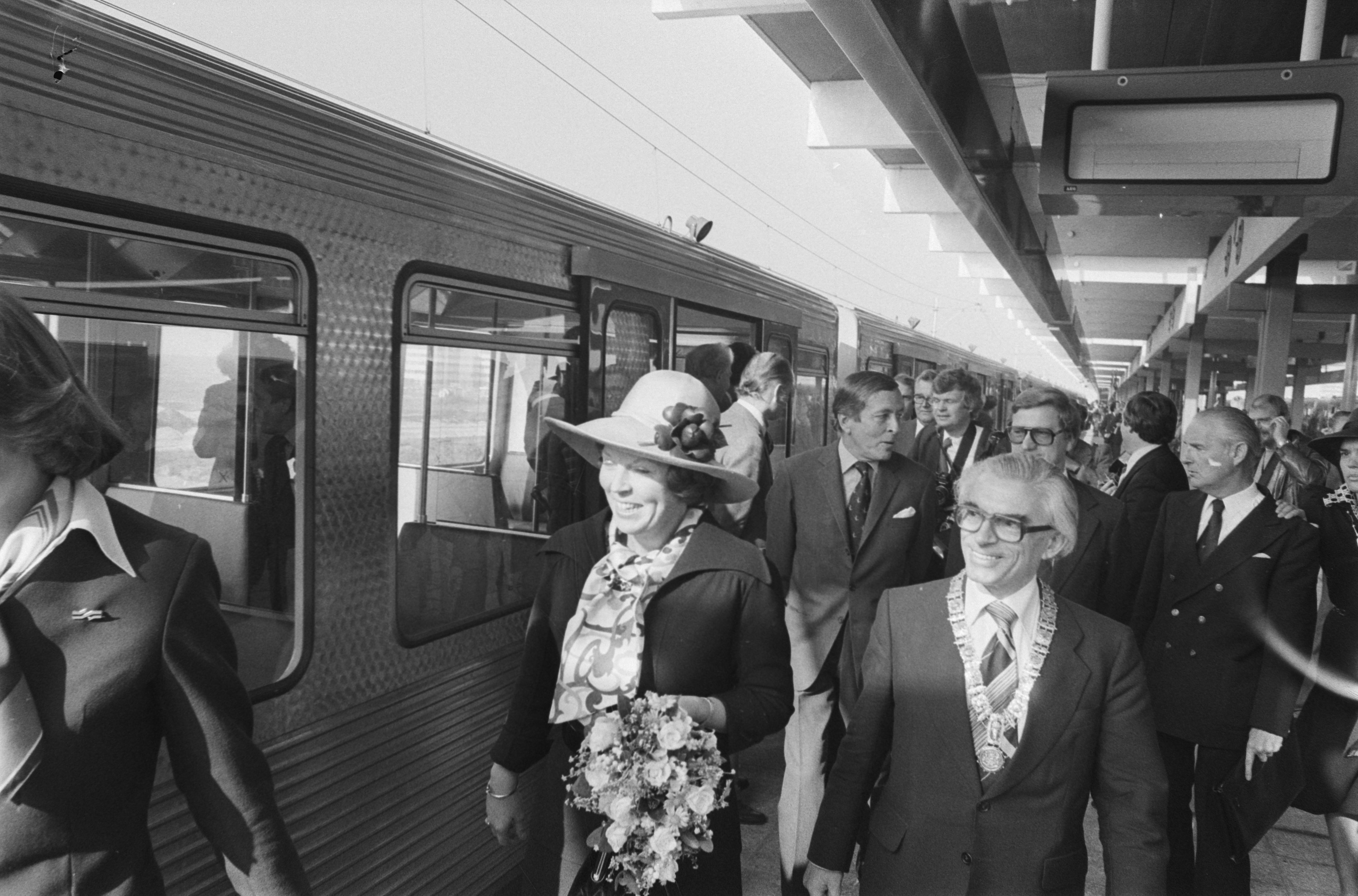
Prinses Beatrix en burgemeester Polak bij opening station in 1977
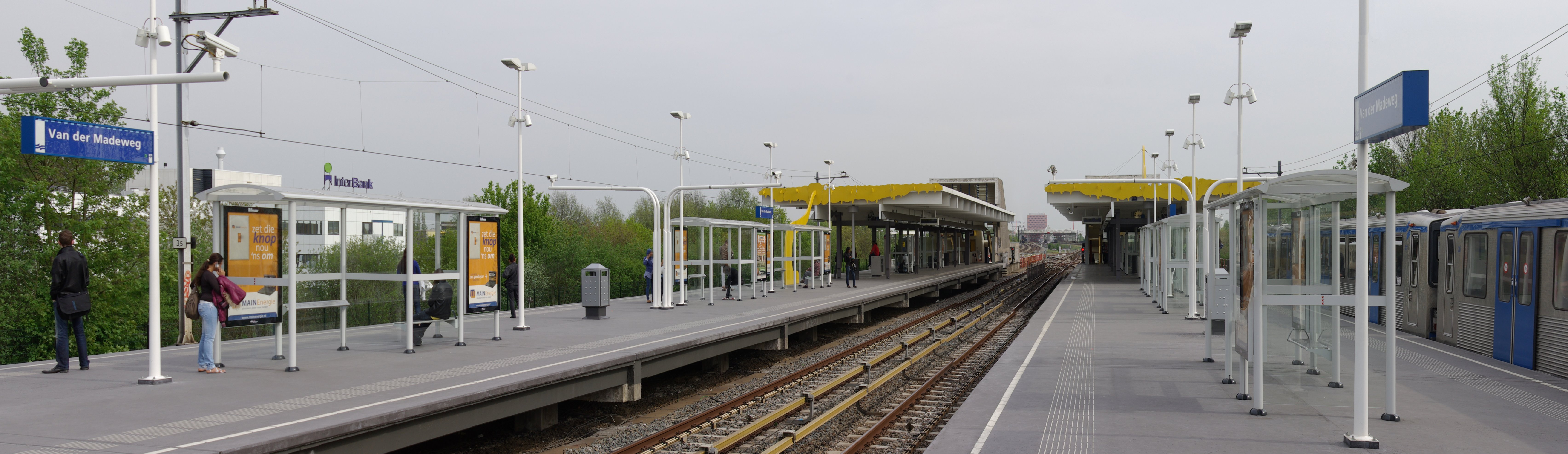
Overzicht van de beide perrons
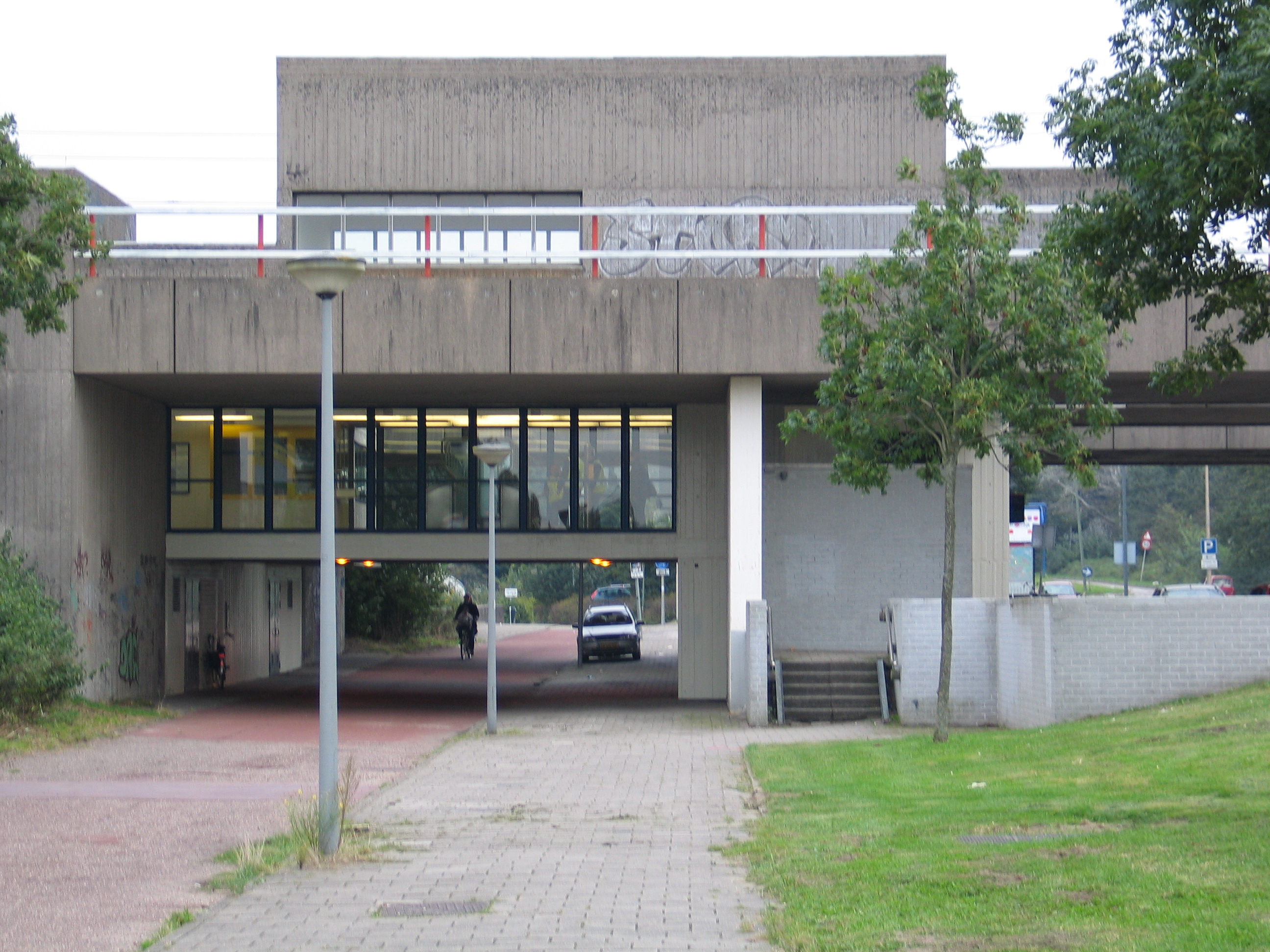
Buitenaanzicht van de stationshal
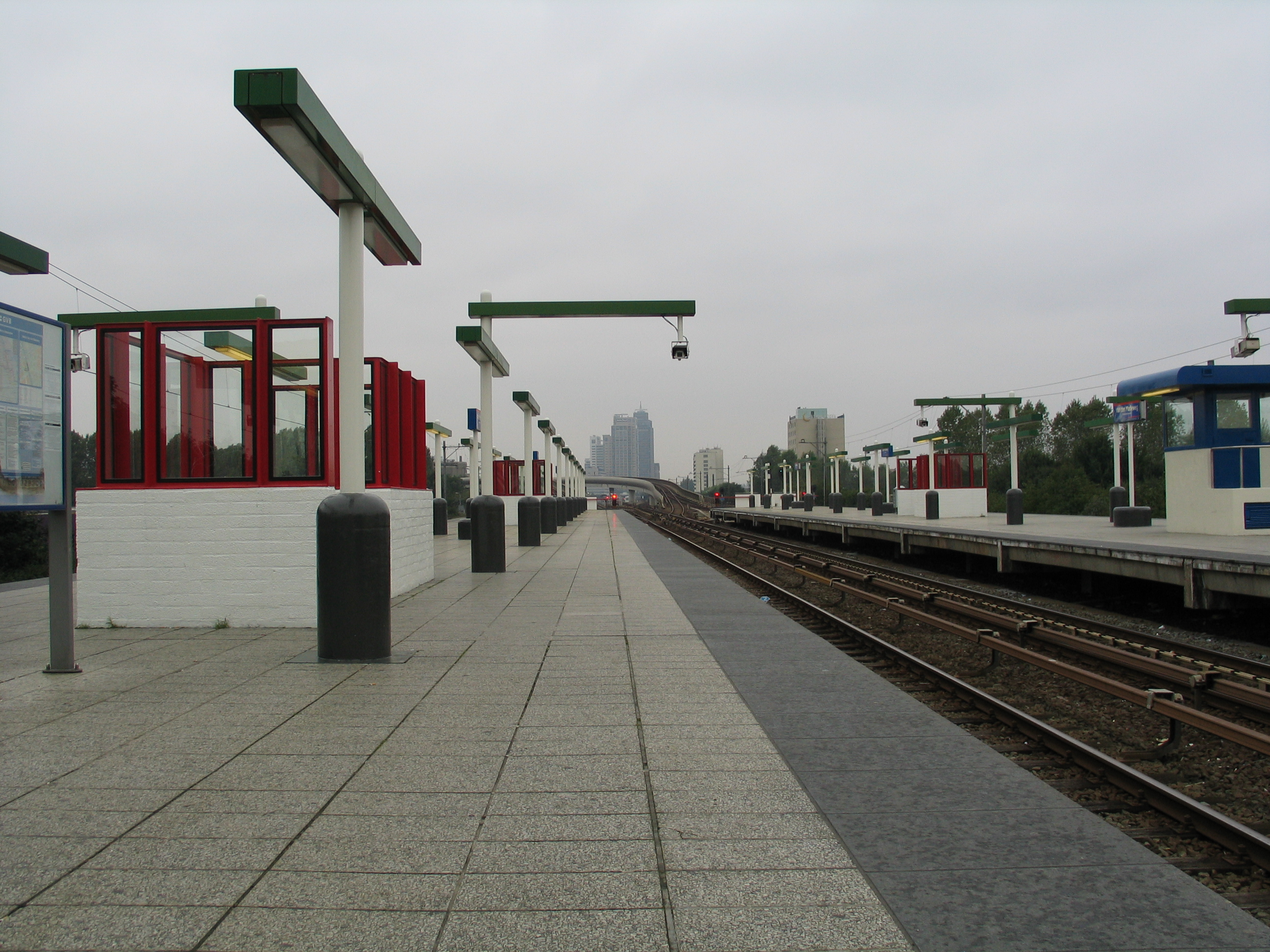
Zicht naar het noorden vanaf een van de perrons
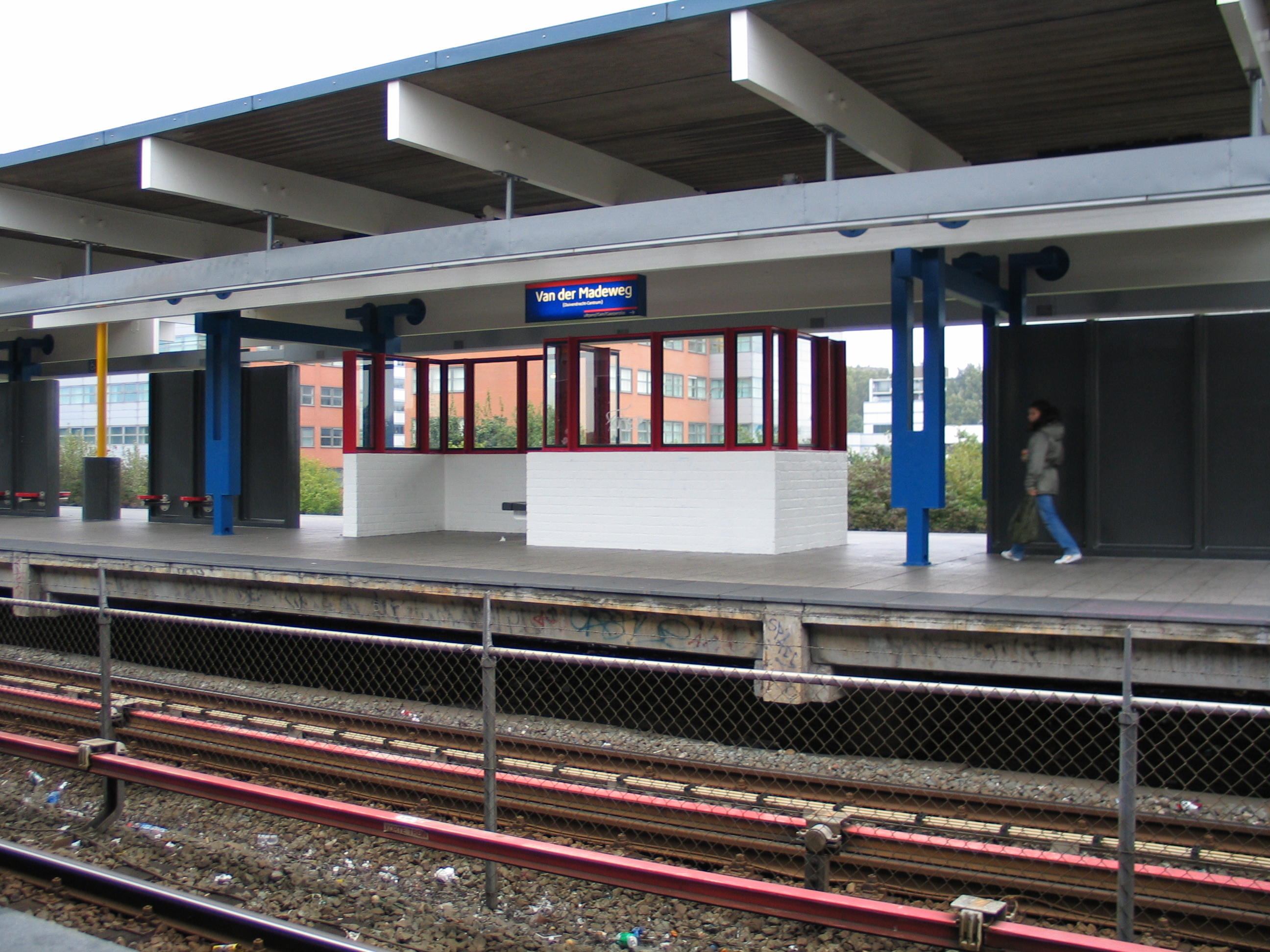
Oorspronkelijk windscherm, in 2009 verwijderd
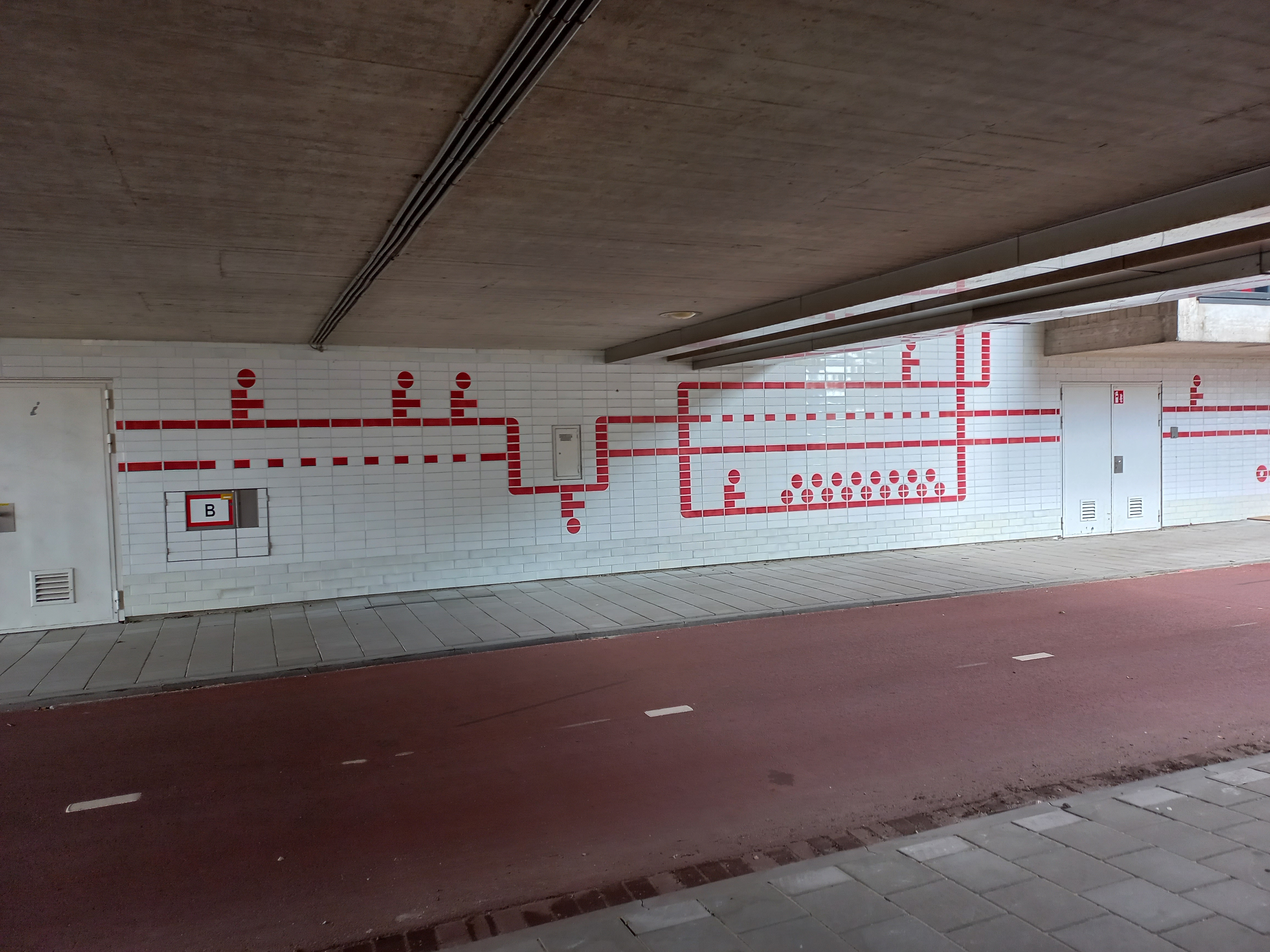
Grafisch werk van René Knip (augustus 2023)
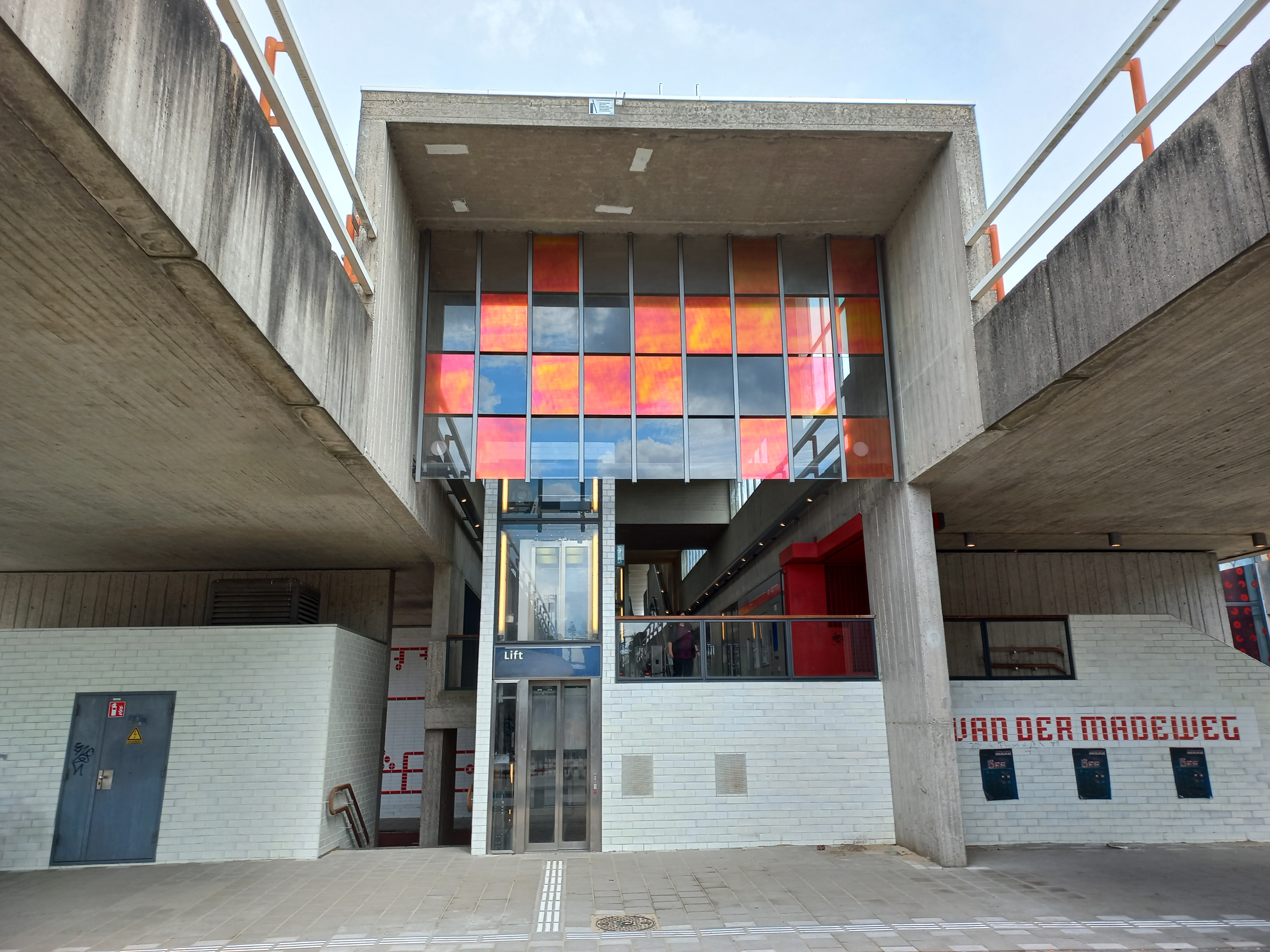
Gekleurd glas nabij entree (augustus 2023)

Isolatorweg ·
Station Sloterdijk (NS) ·
De Vlugtlaan ·
Jan van Galenstraat ·
Postjesweg ·
Station Lelylaan (NS) ·
Heemstedestraat ·
Henk Sneevlietweg ·
Amstelveenseweg ·
Station Zuid (NS) ·
Station RAI (NS) ·
Overamstel ·
Van der Madeweg ·
Station Duivendrecht (NS) ·
Strandvliet ·
Station Bijlmer ArenA (NS) ·
Bullewijk ·
Holendrecht (NS) ·
Reigersbos ·
Gein
Centraal Station (NS) ·
Nieuwmarkt ·
Waterlooplein ·
Weesperplein ·
Wibautstraat ·
Amstelstation (NS) ·
Spaklerweg ·
Van der Madeweg ·
Venserpolder ·
Station Diemen Zuid (NS) ·
Verrijn Stuartweg ·
Ganzenhoef ·
Kraaiennest ·
Gaasperplas
Centraal Station (NS) ·
Nieuwmarkt ·
Waterlooplein ·
Weesperplein ·
Wibautstraat ·
Amstelstation (NS) ·
Spaklerweg ·
Van der Madeweg ·
Station Duivendrecht (NS) ·
Strandvliet ·
Station Bijlmer ArenA (NS) ·
Bullewijk ·
Holendrecht (NS) ·
Reigersbos ·
Gein